# О’Фергейл, Шон
Шон О’Фергейл (ирл. Seán Ó Fearghaíl; род. 17 апреля 1960, Килдэр, Ленстер) — ирландский государственный и политический деятель. Член партии «Фианна Файл», который с марта 2016 по декабрь 2024 года занимал должность председателя Палаты представителей Ирландии. С 2002 года был членом «Тяхта Дала» от южного избирательного округа Килдэр. С 2000 по 2002 год был сенатором Комиссии по сельскому хозяйству.

## Биография
Родился в семье фермеров, работал в Дублинском городском совете. Был избран членом Совета графства Килдэр в 1985 году. В 1987 году баллотировался от графства Килдэр на всеобщих выборах 1987 года, но безуспешно. Он снова потерпел неудачу на всеобщих выборах 1989 года.
На всеобщих выборах 1992 года вновь потерпел неудачу, а в 1997 году баллотировался в Сенат в качестве кандидата от Комиссии по сельскому хозяйству, но ему снова не удалось победить. Получил место в 21-м созыве Сената после дополнительных выборов, состоявшихся в июне 2000 года, после смерти сенатора Патрика Макгоуэна.
Получил место в парламенте Ирландии после подведения итогов всеобщих выборов 2002 года, когда победил действующего «Тяхта Дала» партии «Фине Гэл» Алана Дьюкса. На всеобщих выборах 2007 года вновь одержал победу. Был переизбран на всеобщих выборах 2011 года и на всеобщих выборах 2016 года.
С апреля 2011 года по июль 2012 года был парламентским организатором партии «ФианнаФайл» и пресс-секретарём по иностранным делам и торговле. В июле 2012 года был назначен пресс-секретарем по вопросам конституционной реформы, искусства, культуры и обороны, сохранив при этом пост парламентского организатора. Критиковал Иамона О’Куива во время кампании референдума по Европейскому финансовому договору, после того как тот выразил своё собственное мнение о договоре вопреки политики партии.
Был избран председателем Палаты представителей членами его партии на первом заседании 10 марта 2016 года, что стало первым случаем выбора путём тайного голосования. Был переизбран на эту должность 20 февраля 2020 года.
22 ноября 2021 года самоизолировался и работал из дома после положительного результата теста на COVID-19. Заместитель председателя Кэтрин Коннолли взяла на себя его обязанности.

## Поддержка Китайской Народной Республики
Активно поддерживает политику правительства КНР и выступает за расширение ирландско-китайских связей. В 2018 году предупредил «Тяхта Дала» и сенаторов, что контакты с Тайванем оскорбят правительство КНР и это может нанести ущерб деловым и дипломатическим отношениям с этой страной. Обвинения в лоббировании интересов правительства Китая были выдвинуты ему членами парламента Ирландии в ноябре 2020 года. Он также положительно оценил ситуацию с правами человека и экономическую политику КНР.